# Idiochelyna pectoralis
Idiochelyna pectoralis är en skalbaggsart som beskrevs av Walker 1859. Idiochelyna pectoralis ingår i släktet Idiochelyna och familjen Melolonthidae. Inga underarter finns listade i Catalogue of Life.